# Rue Posschier
La rue Posschier (en néerlandais: Posschierstraat) est une rue bruxelloise de la commune d'Etterbeek qui va de la chaussée Saint-Pierre à la rue Louis Hap.
Non loin de la place Jourdan, c'est une rue formée d'un seul tronçon très calme qui ne se trouve pas sur le trajet des voitures en transit.

Rue à sens unique, accessible uniquement par la rue Louis Hap, mais à double sens pour les cyclistes (Sul).

La numérotation des habitations va de 1 à 27 pour le côté impair et de 2 à 30 pour le côté pair.

La rue Posschier, la rue des Métaux et la rue Richard Kips forment un ensemble de trois petites rues parallèles.
La rue doit son nom à la ferme Posschier datant du début du XIXe siècle.